# Fright Night (1985)
Fright Night (prt: A Noite do Espanto; bra: A Hora do Espanto) é um filme norte-americano de 1985 do gênero comédia de terror, dirigido por Tom Holland (em sua estréia na direção) e produzido por Herb Jaffe. É estrelado por William Ragsdale, Chris Sarandon, Roddy McDowall, Amanda Bearse, Jonathan Stark, Dorothy Fielding, Stephen Geoffreys e Art Evans. O filme segue o jovem Charley Brewster, que descobre que seu vizinho Jerry Dandrige é um vampiro. Quando ninguém acredita nele, Charley decide convencer Peter Vincent, apresentador de um programa de TV que atuou em filmes como caçador de vampiros, a parar a onda de assassinatos de Jerry.
O filme foi lançado em 2 de agosto de 1985 e arrecadou US $ 24,9 milhões nas bilheterias. Desde o seu lançamento, recebeu críticas positivas dos críticos e se tornou um clássico cult. Fright Night, como franquia, cresceu para incluir uma sequência, Fright Night II, em 1988, e um remake em 2011, que foi seguido por Fright Night 2: New Blood em 2013. Em 1989, um remake de Bollywood foi produzido em hindi intitulado Wohi Bhayakar Raat (वही भंयकर रात), estrelado por Kiran Kumar como o vampiro.

## Enredo
O adolescente Charley Brewster, fã do programa de terror da televisão "A Hora do Espanto", apresentada por Peter Vincent, está em sua casa quando vê pela janela de seu quarto a chegada de novos vizinhos. A curiosidade se transforma em espanto quando o rapaz vê trazerem um caixão para dentro da casa. Passa a vigiá-los e percebe quando um dos moradores, um homem bem apessoado, começa a trazer mulheres jovens para lá. Charley deduz tratar-se de um vampiro quando o vê morder o pescoço de uma delas. Ele conta sua descoberta à namorada Amy e ao melhor amigo, o maluco "Evil" Ed Thompson, mas não acreditam nele. Charley resolve chamar a polícia, mas não encontram nenhum corpo de mulher na casa.
Charley já tinha sido visto pelo vampiro, que agora percebe que o rapaz sabe quem ele é. Mas Charley ainda se sente seguro pois a criatura só podera atacá-lo em sua casa à noite e mesmo assim só poderá entrar se for convidado, conforme explica Peter Vincent em seu programa. Mas essa segurança termina quando Charley vê a mãe receber em sua porta o agradável Jerry Dandridge. A velha senhora convida o visitante para entrar e Charley reconhece essa pessoa como o vizinho vampiro que o ameaça.
Desesperado, só resta a Charley recorrer ao único caçador de vampiros que conhece, o apresentador de TV Peter Vincent. Mas também logo vê que dele não poderá esperar muita ajuda, pois o veterano artista lhe conta que não é quem diz ser. Os conhecimentos de Peter sobre vampiros são apenas fragmentos que retira de velhos filmes e antigas histórias de terror e que usa em suas falas para apresentar o programa. Enquanto isso, o vampiro não tem pressa e prefere iniciar seu ataque à Charley assediando sua namorada e atacando seu amigo. De alguma forma Charley terá que fazer com que Peter Vincent acredite que seus conhecimentos não são de histórias fantasiosas mas sim verdadeiros, e que terá de pô-los em prática para salvar vidas em perigo.

## Elenco
- Chris Sarandon.... Jerry Dandridge
- Roddy McDowall.... Peter Vincent
- William Ragsdale.... Charley Brewster
- Stephen Geoffreys.... "Evil" Ed Thompson
- Amanda Bearse.... Amy Peterson
- Jonathan Stark.... Billy Cole
- Dorothy Fielding.... Judy Brewster

## Recepção

### Bilheteria
Fright Night ' s maior lançamento foi 1.545 cinemas. O filme faturou US $ 6.118.543 no fim de semana de estréia (1.542 cinemas, US $ 3.967 em média). O bruto doméstico chegou a US $ 24.922.237. Foi o melhor de qualquer filme de terror lançado no verão de 1985. e foi o segundo filme de terror de maior bilheteria de 1985, superado apenas por A Nightmare on Elm Street 2: Freddy's Revenge.

### Resposta crítica
Fright Night recebeu elogios da crítica, mantendo um índice de aprovação de 83% no Rotten Tomatoes; a classificação média é 7.33 / 10 com base em 63 avaliações. O consenso do site diz: "Fright Night combina habilmente emoções e humor nesta história fantasmagórica sobre um homem que vive ao lado de um vampiro". No Metacritic tem uma aprovação de 62/100 indicando "avaliações geralmente favoráveis".
Roger Ebert deu ao filme três das quatro estrelas e escreveu: "Fright Night não é um filme distinto, mas é muito divertido não ser distinguido". A Variety elogiou o desempenho de Sarandon, citando que ele "é fantástico como o vampiro, bastante afável e afável até que suas unhas comecem a crescer e seus olhos brilham".

## Prêmios e indicações

### Prêmios
Saturn Awards
- melhor filme: 1985[9]
- melhor ator coadjuvante: Roddy MacDowall - 1985[10]
- melhor roteiro: Tom Holland - 1985[11]

 Fantasporto
- menção honrosa: 1986[12]

 Festival de Cinema Fantástico de Avoriaz
- Prêmio Dario Argento: 1985[carece de fontes?]

### Indicações
Fantasporto
- melhor filme: 1986[12]

 Saturn Awards
- melhor ator: Chris Sarandon - 1985[carece de fontes?]
- melhor diretor: Tom Holland - 1985[carece de fontes?]